# 프란시스코 코데로
프란시스코 하비에르 코데로(Francisco Javier Cordero, 1975년 5월 11일 ~ )는 도미니카 공화국의 야구 선수이자, 전 메이저 리그 베이스볼의 투수이다.